# Gustave-Adolphe de Stolberg-Gedern
Gustave-Adolphe, prince de Stolberg-Gedern (en allemand, Gustaf Adolf Prinz zu Stolberg-Gedern) (né le 6 juillet 1722, mort le 5 décembre 1757).

## Biographie
Fils de Frédéric-Charles, prince de Stolberg-Gedern (1693-1767) et de Louise-Henriette de Nassau-Sarrebruck (1705-1766).
Marié le 22 octobre 1751 à la princesse Élisabeth-Philippine de Hornes (1733-1826), dont il eut :
- Louise de Stolberg-Gedern (1752-1824), épouse en 1772 le prétendant Charles Édouard Stuart (1720-1788)
- Caroline Auguste de Stolberg-Gedern (1755-1821), épouse en 1771 Don Carlos Stuart FitzJames, 4eme duc de Liria & Xerica, duc de Berwick (1752 - 1787)
- Françoise-Claude de Stolberg-Gedern (1756-1836), épouse en 1774 de Nicolas Antoine d'Arberg de Valengin (1736-1813).